# Rubem Franca
Rubem da Fonte Moreira Franca (Recife, 20 de agosto de 1923 — 21 de dezembro de 2016) foi um médico, escritor, historiador e professor pernambucano, conhecido internacionalmente como um dos maiores conhecedores da obra de Luís de Camões
Foi um menino prodígio que aos 13 anos já era um estudioso da obra de Camões, Os Lusíadas, e foi considerado como um dos maiores conhecedores da obra de Camões, sabendo recitar cada estrofe de "Os Lusíadas" decorado e explicar sua mensagem.
“Sei recitar os mais de 8.816 decassílabos da obra. É minha paixão literária”
Rubem Franca

## Formação
- Formou-se em Medicina pela Faculdade de Medicina do Recife em 1947.

Especializou-se em Cardiologia
- Licenciou-se em Geografia e História pela Faculdade de Filosofia do Recife em 1952.[2]

## Professor
Lecionou nas seguintes instituições:
- Universidade Católica de Pernambuco;
- Ginásio de Aplicação da UFPE;
- Colégio Padre Félix;
- Colégio Santa Maria;
- Colégio e Curso Radier.

Como professor, Rubem Franca destacou-se por seu enfoque didático que buscava tornar o ensino de História mais envolvente e significativo para os alunos. Acreditava que o papel do educador ia além do conteúdo curricular, incluindo também a transmissão de valores e orientações para a vida cotidiana.
Era conhecido por frases que se tornaram marcantes entre seus alunos, como:
- “Sem muita leitura, não há cultura.”
- “Ser pontual é chegar antes da hora para começar na hora.”
- “Como atender ao telefone: ‘Bom dia, meu nome é _____. Gostaria de falar com _______, por favor.’”
- “A vida é uma sucessão de sucessos e insucessos que se sucedem sucessivamente, sem cessar.”

No campo da pedagogia, adotava práticas avaliativas distintas das convencionais. Suas provas eram compostas exclusivamente por perguntas dissertativas, e a correção priorizava a compreensão e profundidade do conteúdo, em vez da quantidade de respostas. Era possível obter nota máxima mesmo sem responder todas as questões, desde que as respostas apresentadas demonstrassem conhecimento substancial do tema. Sua abordagem influenciou diversos ex-alunos que mais tarde seguiram carreira na educação.

## Obras publicadas
- Um passo dos Lusíadas (1964)
- Como entender e apreciar Camões (1969);
- As armas e os barões (1973);
- Cronologia - Camões e seu tempo (1974);
- Monumentos do Recife (1977);[nota 2]
- Arabismos - uma mini-enciclopédia do mundo árabe (1994);

## Instituições culturais
Pertenceu às seguintes instituições:
- Sociedade Brasileira de Médicos Escritores;[11]
- Sociedade Astronômica do Padre Polman.[4]

## Homenagens

### Em vida
- Homenagem do governo de Portugal pelo seu conhecimento sobre Os Lusíadas, de Camões.[4]
- Título de Chevalier de L'ordre des Arts et des Lettres, entregue pelo ministro da Cultura e Comunicação da França pelos seus trabalhos sobre Victor Hugo, em 1988.[2]